# Nico Collins
Nico Collins (geboren am 19. März 1999 in Birmingham, Alabama) ist ein US-amerikanischer American-Football-Spieler auf der Position des Wide Receivers. Er spielte College Football für die Michigan Wolverines. Im NFL Draft 2021 wurde Collins in der dritten Runde von den Houston Texans ausgewählt.

## College
Collins besuchte die Clay-Chalkville High School in einem Vorort von Birmingham, Alabama, und spielte erfolgreich für das dortige Highschoolfootballteam, mit dem er 2014 die Staatsmeisterschaften in Alabama gewann. Ab 2017 ging er auf die University of Michigan, um College Football für die Michigan Wolverines zu spielen. Als Freshman kam er lediglich in vier Spielen zum Einsatz und fing drei Pässe für 27 Yards. In seinem zweiten Jahr am College avancierte Collins zum Stammspieler und konnte in 13 Partien 38 Pässe für 632 Yards und sechs Touchdowns fangen. In der Saison 2019 stellte er mit sieben gefangenen Touchdowns den Bestwert in seinem Team auf und fing in 12 Spielen insgesamt 37 Pässe für 729 Yards. Bei der Partie gegen die Indiana Hoosiers gelangen Collins mit sechs gefangenen Pässe für 165 Yards und drei Touchdowns jeweils seine Karrierebestwerte. Die Saison 2020 setzte er wegen der COVID-19-Pandemie in den Vereinigten Staaten aus.

## NFL
Im NFL Draft 2021 wurde Collins in der dritten Runde an 89. Stelle von den Houston Texans ausgewählt. In der ersten Hälfte der Partie gegen die Cleveland Browns am zweiten Spieltag zog Collins sich eine Schulterverletzung zu, wegen der er für drei Spiele auf die Injured Reserve List gesetzt wurde. Sein erster Touchdown in der NFL gelang ihm am 16. Spieltag beim 41:29-Sieg gegen die Los Angeles Chargers.
Insgesamt kam Collins als Rookie in 14 Spielen zum Einsatz, davon achtmal als Starter, und fing 33 Pässe für 446 Yards Raumgewinn und einen Touchdown. Dabei stand er bei 59 % aller offensiven Spielzüge auf dem Feld und erzielte nach Brandin Cooks die zweitmeisten Yards Raumgewinn bei den Texans. In seiner zweiten NFL-Saison verpasste Collins sieben Spiele verletzungsbedingt. In zehn Partien verzeichnete er 37 gefangene Pässe für 481 Yards und zwei Touchdowns.
In seinem dritten Jahr in der NFL spielte Collins seine bis dahin mit Abstand stärkste Saison und fing als Hauptanspielstation des neuen Quarterbacks C. J. Stroud 80 Pässe für 1297 Yards und acht Touchdowns. Seine beste Performance gelang ihm am letzten Spieltag beim direkten Duell gegen die Indianapolis Colts um den Einzug in die Play-offs, als er neun Pässe für 195 Yards und einen Touchdown fing. In den Play-offs fing er in zwei Spielen elf Pässe für 164 Yards und einen Touchdown. Nach der Saison einigte Collins sich im Mai 2024 mit den Texans auf eine Vertragsverlängerung um drei Jahre im Wert von 72,5 Millionen US-Dollar.

### NFL-Statistiken
| 2021                               | Houston Texans | 14 | 8  | 33  | 446  | 13,5 | 32 | 1  | 0 | 0 |
| 2022                               | Houston Texans | 10 | 7  | 37  | 481  | 13,0 | 58 | 2  | 0 | 0 |
| 2023                               | Houston Texans | 15 | 10 | 80  | 1297 | 16,2 | 75 | 8  | 1 | 0 |
| 2024                               | Houston Texans | 12 | 12 | 68  | 1006 | 14,8 | 67 | 7  | 0 | 0 |
| Total                              | Total          | 51 | 37 | 218 | 3230 | 14,8 | 75 | 18 | 1 | 0 |
| Quelle: pro-football-reference.com |                |    |    |     |      |      |    |    |   |   |